# Pimus fractus
Pimus fractus là một loài nhện trong họ Amaurobiidae.
Loài này thuộc chi Pimus. Pimus fractus được Ralph Vary Chamberlin miêu tả năm 1920.